# Rimska književnost
Rimska književnost je književnost, ki je nastajala v starem Rimu in je trajala do obdobja poznega cesarstva.

## Temeljne značilnosti
Rimska književnost se je razvila v močni odvisnosti od grške. Do leta 240 pr. n. št. so na ozemlju rimske republike obstajale samo ljudske pesniške in pripovedne tradicije, ki se še niso formirale v književnost. Leta 240 pr. n. št je ujeti Grk Livius Andronikos prevedel v latinščino Odisejo, kar je prvi evropski prevod sploh. To delo pomeni začetek rimske književnosti. 
Po prvem prevodu so rimski avtorji polagoma prevedli v lastno književnost vse najpomembnejše zvrsti grške književnosti: tragedijo, komedijo, ep, elegijo, epigram, odo, zgodovinopisno, filozofsko, moralistično in govorniško prozo, roman in krajše zgodbe. Poleg vrst in zvrsti so od Grkov prevzeli tudi mitologijo, snovi, motive, stil in zlasti metriko.
Glavni zgledi rimskim pesnikom in pisateljem so bili Homer, Apolonij Rodoški, Arhiloh, Sapfo, Anakreon, Kalimah, Teokrit in še mnogi drugi. Edina zvrst, ki so jo razvili samostojno in je postala značilno rimska , je satira. Vendar so tudi v drugih zvrsteh grške vzorce prevzeli izvirno, sprejeli so jih v skladu s svojo posebno socialno, zgodovinsko in kulturno tradicijo. Zato je rimska književnost po svojih bistvenih potezah  v marsičem močno drugačna od grške. Njena glavna značilnost je ta, da je manj spontana in bolj racionalna, po motivih in idejah pa bolj univerzalna in civilizacijska.
Razvoj
Za rimsko književnost se navajajo kot glavna obdobja: 
- arhaično obdobje, začne se leta 240 pr. n. št. in traja do 81 pr. n. št., prinaša pa prve epske poskuse, prve tragedije in komedije s samim vrhom komedije, začetek satire, zgodovinske in filozofsko-moralistične proze.
- zlata doba (vek) sega od leta  81 pr. n. št. do leta 14. n. št, to je do smrti cesarja Avgusta; prinesel je najprej razcvet govorništva in zgodovinopisja, filozofsko didaktične poezije, nato pa vrh lirike in elegije, satire in pripovednega pesništva, zlasti epa.
- srebrna doba (vek) se datira od leta 14 n. št. do leta 117; gojil je tragedijo, filozofijo in moralistično prozo, zgodovinopisje, epiko, satiro, roman, basen v verzih in epigram.
- obdobje poznega cesrastva se začne leta 117 in traja do 476; to je doba upada rimske književnosti. Poleg romana je to obdobje zapustilo še nekatere vidnejše primerke lirskega in epskega pesništva, obenem pa z novo krščansko književnostjo že zapuščalo antično literarno tradicijo.

## Dramatika
Rimska dramatika je poleg starih ljudskih zvrsti gojila zlasti obe od Grkov prevzeti obliki visoke drame, tragedijo in komedijo. Pisanju tragedij se je posvečala cela vrsta avtorjev, vendar pa se je v celoti ohranilo le devet del Seneke. Vse njegove tragedije (Besneči Herkules, Trojanke, Medeja, Feničanke, Fedra, Oidipus, Agamemon, Tiestes, Herkules na Oeti) so nastale po grških zgledih, vendar so bile bolj bralne kot odrske, v snovi so poudarjale krutost, v slogu retorični patos. Z obojim so vplivale na renesančno dramatiko v Italiji in Angliji ter na klasicistično književnost v Franciji.
Še pomembnejše za razvoj evropske dramatike so bile komedije Plavta in Terencija, ki sta se uvrstila v sam vrh rimske komediografije. Njuna dela so nastala po predlogah nove atiške komedije, zlast Menandrove, večinoma kot predelave, včasih celo z združitviji več komedij v eno. Vsebinsko pa so bile prilagojene rimskim razmeram, vendar pa so v ematiki in idejah ohranile grške poteze.

## Ep
Rimski ep je začel nastajati po grškem vzoru, vendar je že od začetka kazal posebne poteze. Prvi epi so nastali kot mitološke-zgodovinske kronike Rima napisane v verzih od njegovega mitičnega nastanka do prvih Punskih vojn. Novost pri rimskem epu v primerjavi z grškim sta zgodovinski značaj motivike in pa ideja rimskega imperija kot končnega cilja, ki naj ga ep prikaže. Prvi ep te vrste je napisal Naevius v pesnitvi O punski vojni, ki pa se žal ni ohranila. Sledil mu je z večjim uspehom  Enij z epom Letopisi (Annales), ki prav tako opeva rimsko zgodovino do 2. punske vojne. Ta ep, ki se slogovno naslanja na Homerja je ohranjen samo v fragmentih in je slovel vse do Vergila, ki pa je prejšne rimske epe s svojo Eneido potisnil v ozadje.

## Lirika
V rimsko liriko, v širšem pomenu tega pojma , spada zlasti razvoj pesniških zvrsti in oblik: filozofsko-didaktične pesnitve, ljubezenskih pesmi, elegij, satir, od, epigramov. osrednji avtorji so bili Lukrecij, Katul, Horacij, Tibul, Propercij, Ovidij in Marcial.

## Proza
Rimska proza »zlatega in srebrnega veka« ter tudi pozne dobe obsega, podobno kot grška, predvsem polliterarne zvrsti zgodovinopisja, moralističnega, filozofskega, poučnega in sorodnega pisanja. šele proti koncu se jim je za nekaj časa pridružil roman.
Prvi začetnik rimske proze je Mark Tulij Cicero s svojimi sodnimi in političnimi govori (najbolj znan je govor proti Marku Antoniju) in z deli O govorniku (De oratore) in O republiki (De re republica), z retoričnimi in filozofskimi spisi Brutus, Govornik (Orator), O najvišjem in dobrem (De finibus bonorum et malorum), Tuskulanski pogovori (Tusculanae disputationes), O dolžnostih (De offciis), zlasti pa s številnimi pismi.
Julij Cezar je zapustil zgodovinska opisa O galski vojni (De bello gallicio) in O državljanski vojni (De bello civili). Gaius Crispus Sallustius je napisal zgodovinske spise Katilanova zarota (De coniuratione Catilinae), Vojna zoper Jugurtho (Bellum Iugurthinum). Tit Livij je opisal v delu Od ustanovitve mesta (Ab urbe condita) zgodovino Rima od začetkov do lastnega časa; ohranjeno je le deloma, odlikuje pa ga jasen, klasičen slog. Seneka je poleg tragedij zapustil predvsem filozofske spise Naravoslovne raziskave (Quaestiones naturales), Dvanajst dialogov, O blagosti (De clementia), O dobrodelnosti (De beneficius), Pisma Luciliju (Epistulae morales ad Lucilium). Plinij starejši je zapustil delo Naravna zgodovina (Naturalis historia). Njegov nečak Plinij mlajši je z devetimi knjigami pisem najpomembnejši predstavnik rimske proze. Tacit je poleg spisov O govorniku (De oratore) in Germania napisal dvoje obsežnih zgodovinskih del Zgodovinske knjige (Historiae) in Letopisi (Annales) z opisom rimske zgodovine od smrti cesarja Avgusta do konca 1. stoletja, vendar sta ohranjeni samo v fragmentih. Med zadnjimi pomembnejšimi pisci takšne proze je Svetonij. Njegovo glavno delo so življenjepisi dvanajstih cesarjev od Cezarja do Domicijana Dvanajst Cezarjev (De vita Caesarum).

## Roman
Rimska književnost je roman prevzela iz grške helenistične proze. V prvih stoletjih našega štetja so nastale predelave grških izvirnikov, ob njih pa tudi dvoje pomembnih del, ki predstavljata važen prispevek rimske književnosti k razvoju evropskega romana. Ti deli sta: Petronijev Satirikon in Apulejev Zlati osel

## Odmevi pri Slovencih
Rimska književnost je imela velik vpliv na razvoj slovenske umetne književnosti od razsvetljenstva naprej, deloma s svojo poetiko (Horacij), še bolj s pesniškimi deli. Na slovenske razsvetljence je vplivala prek klasicistične književnosti, ki se je opirala na rimsko klasiko. Velik pomen je ohranila tudi za našo romantično književnost. Čop ji sicer ni bil naklonjen, toda Prešeren je ostal zvezan s tradicijo rimske elegije pri Tibulu, Propercu in Ovidiu; upošteval je Horacija in tudi Vergila. Motivni, miselni in oblikovni zgled rimske poezije pa tudi proze je ostal važen še v dobi med romantiko in realizmom (Levstik, Stritar), pešati je začel z realizmom in skoraj odmrl v moderni.
Prevajanje iz rimske književnosti se je začelo že v 18. stoletju s Pohlinom, se nadaljevalo v 19. stoletju ter doseglo vrh v 20. stoletju, ko je vrsta prevajalcev poslovenila skoraj vsa osrednja dela rimske dramatike, poezije in proze. Med prevajalci so bili Sovre, Glonar, Gantar in drugi. 